# Hugo Jesse
Johann Franz Ludwig Hugo Jesse (* 4. Dezember 1843 in Westernkotten; † 12. Dezember 1918 in Wiesbaden) war ein deutscher Beamter (Geheimer Regierungsrat) und Lokalpolitiker. Er war Bürgermeister der Städte Allendorf an der Werra, Steele und Ehrenfeld.

## Leben

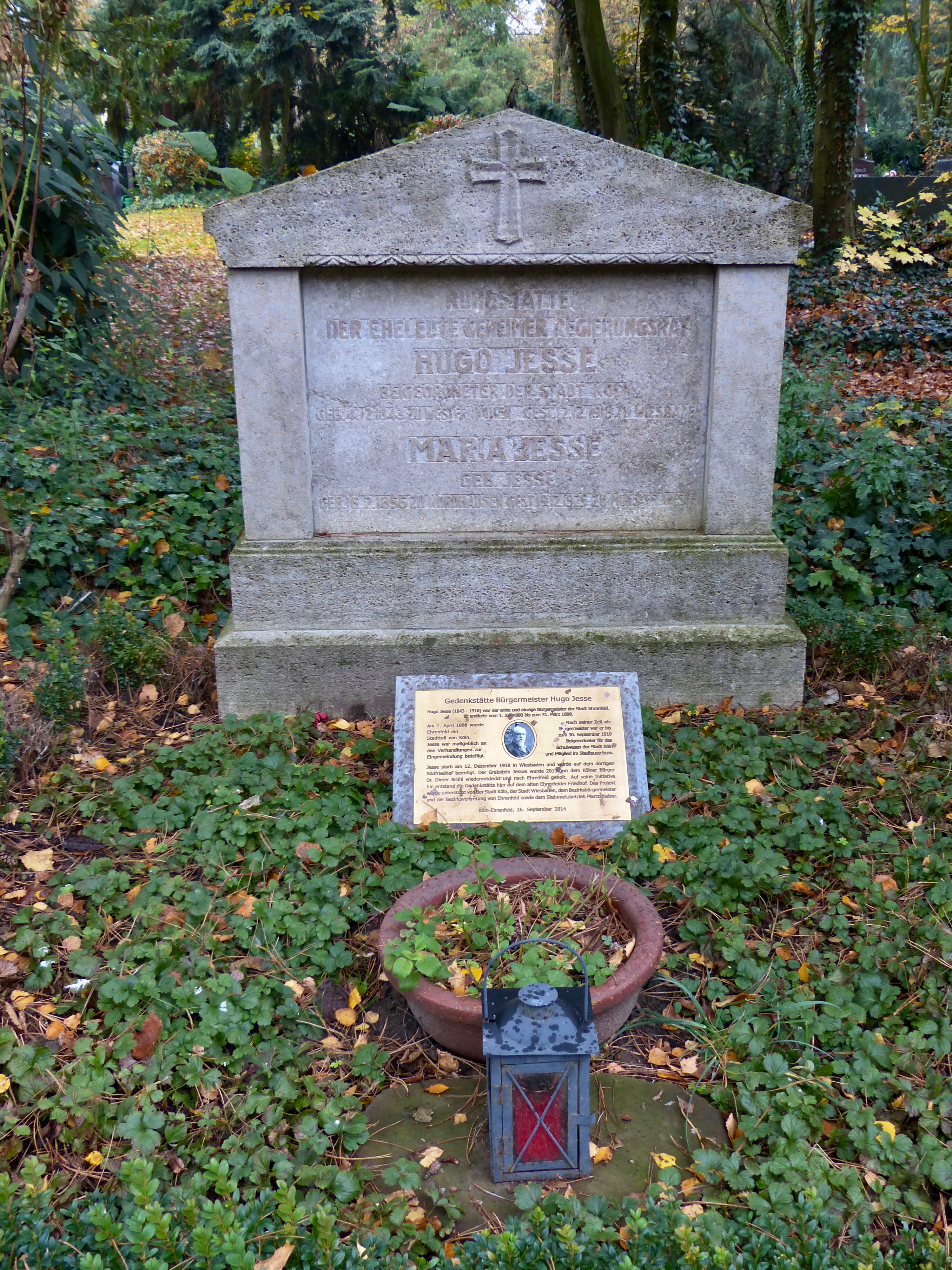
Grabstein mit Gedenktafel in Köln-Ehrenfeld

Hugo Jesse wurde als Sohn eines Landwirts geboren. Er studierte an der Rheinischen Friedrich-Wilhelms-Universität  Rechtswissenschaft und wurde 1864 im Corps Teutonia Bonn recipiert. Er war Lieutenant a. D. und wurde im Januar 1874 zum Bürgermeister der Stadt Allendorf an der Werra gewählt. Dieses Amt hatte er bis Mai 1876 inne.
Am 23. November 1876 wurde Jesse als Nachfolger von Theodor von Cloedt auf zwölf Jahre zum Bürgermeister der damaligen Stadt Steele gewählt. Er wurde am 18. Januar 1877 in das Amt eingeführt. Da Jesse Altkatholik war, gab es vermehrt Angriffe aus der Bürgerschaft, was ihn veranlasste, 1880 nach Köln zu gehen.
Anschließend amtierte Jesse vom 1. Juli 1880 bis zum 31. März 1888 als erster und einziger Bürgermeister der Stadt Ehrenfeld. Er war maßgeblich an den Verhandlungen zur Eingemeindung Ehrenfeld in die Stadt Köln (1. April 1888) beteiligt. Während seiner Amtszeit entwickelte sich Ehrenfeld zu einem bedeutenden Industriestandort und die Stadt erhielt 1880 ein eigenes Rathaus. Das vom Diözesanbaumeister Vincenz Statz errichtete Gebäude galt als eines der bedeutendsten Profanbauwerke der Neugotik im Kölner Umland. Nach seiner Zeit als Ehrenfelder Bürgermeister war Jesse bis zum 30. September 1910 Beigeordneter der Stadt Köln, zuständig für das Schulwesen. Jesse war auch Mitglied im Stadtausschuss.
Jesse starb Ende 1918 während einer Kur in Wiesbaden und wurde auf dem dortigen Südfriedhof beigesetzt. Der Grabstein wurde 2013 nach Köln geholt und auf dem Alten Ehrenfelder Friedhof eine Gedenkstätte zu Ehren Jesses errichtet.

## Ehrungen
- Geheimer Regierungsrat
- Jessestraße im Kölner Stadtteil Neuehrenfeld